# Qualificazioni al campionato mondiale di calcio 2026 - CAF - girone E
Questa voce raccoglie i risultati delle partite del girone E delle qualificazioni al Campionato mondiale di calcio 2026 per la zona africana.

## Classifica
| Squadra        | Pt | G | V | N | P | GF | GS | DR  |
| -------------- | -- | - | - | - | - | -- | -- | --- |
| Marocco        | 15 | 5 | 5 | 0 | 0 | 14 | 2  | +12 |
| Tanzania       | 9  | 5 | 3 | 0 | 2 | 5  | 4  | +1  |
| Zambia         | 6  | 5 | 2 | 0 | 3 | 9  | 7  | +2  |
| Niger          | 6  | 4 | 2 | 0 | 2 | 6  | 4  | +2  |
| Rep. del Congo | 0  | 5 | 0 | 0 | 5 | 2  | 19 | -17 |
| Eritrea        | 0  | 0 | 0 | 0 | 0 | 0  | 0  | 0   |

## Risultati

### 1ª giornata
| Agadir 16 novembre 2023, ore 20:00 UTC+1 | Marocco | – cancellata referto | Eritrea | Stadio Adrar |

| Arbitro: | Mahmoud El Banna |

|                                     |           |                              |
| Daka 5’, 90+2’ Banda 43’ Sakala 69’ | Marcatori | 13’ Ganvoula 15’ Bassouamina |

| Arbitro: | Lotfi Bekouassa |

|  |           |              |
|  | Marcatori | 56’ M'Mombwa |

### 2ª giornata
| Agadir 20 novembre 2023, ore 17:00 UTC+1 | Eritrea | – cancellata referto | Rep. del Congo | Stadio Adrar |

| Arbitro: | Abdulrazg Ahmed |

|                       |           |          |
| Moutari 6’ Goumey 28’ | Marcatori | 50’ Daka |

| Arbitro: | Abongile Tom |

|  |           |                                 |
|  | Marcatori | 28’ Ziyech 53’ (aut.) Mwaikenda |

### 3ª giornata
| giugno 2024 | Tanzania | – cancellata | Eritrea |  |

| Kinshasa 6 giugno 2024, ore 17:00 UTC+1 | Rep. del Congo | 0 – 3 (a tavolino ) referto | Niger | Stade des Martyrs |

| Arbitro: | Issa Sy |

|                                 |           |              |
| Ziyech 6’ (rig.) Ben Seghir 67’ | Marcatori | 80’ Chilufya |

### 4ª giornata
| giugno 2024 | Eritrea | – cancellata | Niger |  |

| Arbitro: | Abdel Aziz Bouh |

|  |           |           |
|  | Marcatori | 5’ Waziri |

| Arbitro: | Daniel Nii Laryea |

|  |           |                                                      |
|  | Marcatori | 8’ Ounahi 16’ Riad 30’, 39’, 53’ El Kaabi 62’ Rahimi |

### 5ª giornata
| marzo 2025 | Zambia | – cancellata | Eritrea |  |

| marzo 2025 | Tanzania | 3 – 0 a tavolino | Rep. del Congo |  |

| Arbitro: | Omar Artan |

|             |           |                                |
| Oumarou 47’ | Marcatori | 59’ Saibari 90+1’ El Khannouss |

### 6ª giornata
| marzo 2025 | Niger | – cancellata | Eritrea |  |

| marzo 2025 | Rep. del Congo | 0 – 3 a tavolino | Zambia |  |

| Arbitro: | Alhadi Allaou Mahamat |

|                            |           |  |
| Aguerd 51’ Díaz 58’ (rig.) | Marcatori |  |

### 7ª giornata
| settembre 2025 | Eritrea | – cancellata | Zambia |  |

| Brazzaville 5 settembre 2025, ore 17:00 UTC+1 | Rep. del Congo | – referto | Tanzania | Stade Alphonse Massemba-Débat |

| Rabat 5 settembre 2025, ore 19:00 UTC+1 | Marocco | – referto | Niger | Prince Moulay Abdellah Stadium |

### 8ª giornata
| settembre 2025 | Rep. del Congo | – cancellata | Eritrea |  |

| Zanzibar 8 settembre 2025, ore 16:00 UTC+3 | Tanzania | – referto | Niger | Amaan Stadium |

| Ndola 8 settembre 2025, ore 15:00 UTC+2 | Zambia | – referto | Marocco | Levy Mwanawasa Stadium |

### 9ª giornata
| ottobre 2025 | Eritrea | – cancellata | Marocco |  |

| ottobre 2025 | Tanzania | – | Zambia |  |

| ottobre 2025 | Niger | – | Rep. del Congo |  |

### 10ª giornata
| ottobre 2025 | Eritrea | – cancellata | Tanzania |  |

| ottobre 2025 | Zambia | – | Niger |  |

| ottobre 2025 | Marocco | – | Rep. del Congo |  |